# Парламентські вибори в Польщі 1957
Парламентські вибори у Польщі відбулися 20 січня 1957 року. Вибори пройшли на тлі гомулківської відлиги й у більш ліберальній атмосфері, але залишалися невільними.

## Обстановка перед виборами

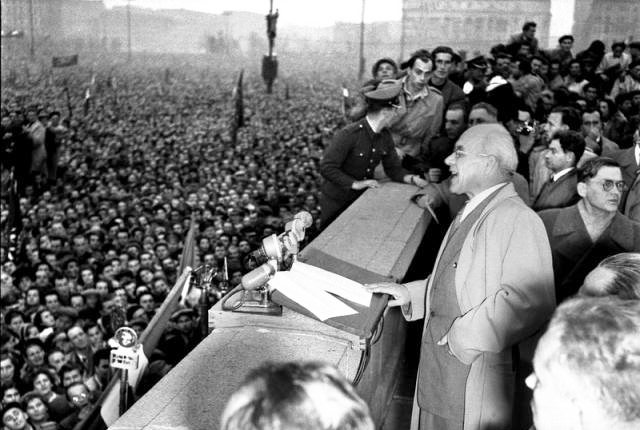
Виступ Гомулки 24 жовтня 1956 року. Його популярність на той момент дорівнювала популярності Пілсудського в 1920 і Валенси в 1980

Вибори були заплановані на кінець 1956 року, але через політичні зміни у Польщі було відкладено на 1957 рік.
Вибори 1957 р. відрізнялися від попередніх наявністю таємного голосування І обмеженим переслідуванням опозиції.
На 459 місць у Сеймі припадало понад 60 000 кандидатів, до виборів було допущено лише 720 із них. Кандидати ділилися на 2 групи: ПОРП та її союзників і т. з. «незалежних», до яких належали члени лояльних до ПОРП дрібних і безпартійних партій. Усі кандидати були включені до єдиного списку Фронту єдності народу .
Реальна опозиція до виборів допущена не була , але теоретично виборці мали шанс позбавити комуністів більшості в парламенті просто проігнорувавши вибори або ж викресливши кандидатів від ПОРП з бюлетенів, залишивши лише 100 кандидатів від інших партій.
За день до дня голосування Гомулка звернувся до польського народу і закликав прийти на вибори та не викреслювати з бюлетенів кандидатів від ПОРП, стверджуючи, що у Польщі може повторитись угорський сценарій. Гомулка також заручився підтримкою католицької церкви в особі Прімаса Польщі Стефана Вишинського, який закликав поляків прийти на вибори.

## Офіційні результати
За офіційними даними, явка на виборах складала 94,14%. ПОРП отримала 52,4% та 241 місце.
У Новому Сончі жоден із кандидатів не зміг отримати абсолютної більшості. Це було єдиним випадком у ПНР. 17 березня 1957 року відбувся другий тур, перемогу на якому здобув Збігнєв Гертих.